# Clostridium acetobutylicum
Clostridium acetobutylicum (лат.) — вид анаэробных палочкообразных бактерий из рода клостридии. В 1916 году была использована Хаимом Вейцманом как биохимическое средство для процесса ацетоно-бутилового брожения и одновременного получения бутанола, ацетона, этанола из крахмала.
Использовалась в промышленности до 1940 годов, пока углеводородный крекинг из нефти не стал промышленным стандартом для производства топлив и компонентов взрывчатки. Имеет значительную коммерческую ценность для промышленного производства бутанолового биотоплива при высокой цене на нефть.
Помимо крахмала бактерия может перерабатывать также молочную сыворотку, сахар, лигнин, целлюлозу и другую биомассу в бутанол.